# Artavazd Pelešjan
Artavazd Pelešjan (arménsky Արտավազդ (Արթուր) Փելեշյան, * 22. února 1938 Leninakan) je arménský režisér, oceněný za přínos světové kinematografii na 19. Mezinárodním festivalu dokumentárních filmů Jihlava v říjnu 2015.